# Ellen Datlow

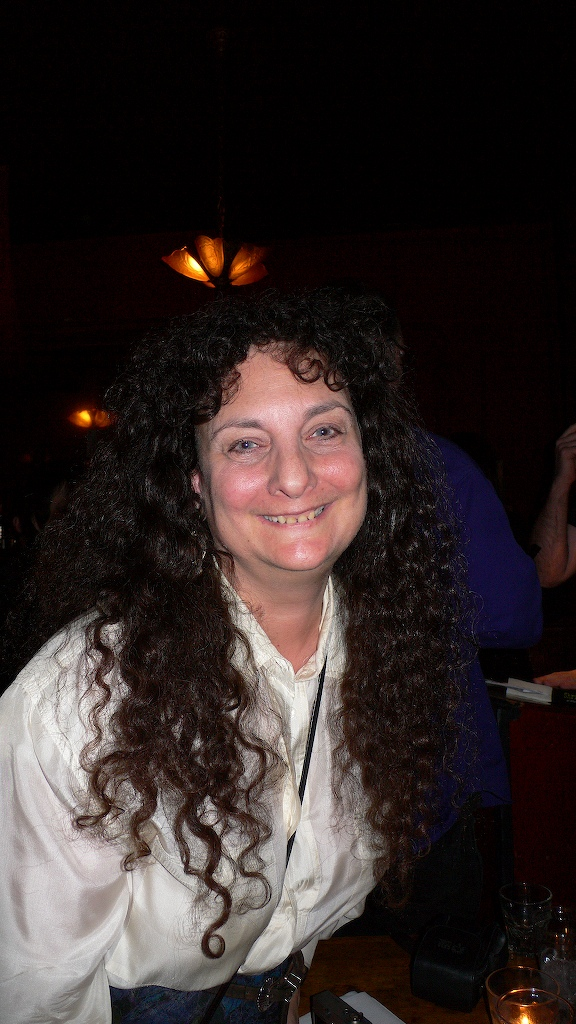
Ellen Datlow in 2006

Ellen Sue Datlow (31 december 1949) is een Amerikaanse redacteur van tijdschriften en auteur van bloemlezingen op het gebied van sciencefiction, fantasy en horror.
Datlow was de fictieredacteur van het tijdschrift Omni en Omni Online van 1981 tot 1998 en redigeerde de tien gerelateerde Omni bloemlezingen. Ze is redacteur van het horrorgedeelte van de Year's Best Fantasy and Horror serie vanaf 1988 (met Terri Windling als redacteur van het fantasy-deel tot 2003, opgevolgd door het echtpaar Gavin Grant en Kelly Link). Ze heeft daarnaast veel SF-, fantasy- en horrorbloemlezingen op haar naam staan, alleen of samen met Terri Windling. Ze was redacteur van de webzine (online tijdschrift) Event Horizon: Science Fiction, Fantasy, and Horror in 1998 en 1999 en is momenteel de redacteur van Sci Fiction.
Datlow won vele prijzen voor haar redactiewerk: de Hugo Award in 2002 and 2005, twee Bram Stoker Awards, zeven World Fantasy Awards en een Locus Award.